# Бектаев, Мусрепбек
Мусрепбек Бектаев (1929, село Кзыл-Дехкан, Джувалинский район, Джамбулская область, Казахская ССР) — звеньевой совхоза «Бурненский» Джувалинского района, Джамбулская область, Казахская ССР. Герой Социалистического Труда (1966).

## Биография
Родился в 1929 году в крестьянской семье в селе Кзыл-Дехкан Джувалинского района. После окончания местной школы трудился ездовым, трактористом, чабаном в колхозе «Большевик». С 1955 года трудился в совхозе «Бурненский» Джувалинского района, директором которого был Пётр Алексеевич Чигринец. Показывал высокие результаты в картофелеводстве, был назначен звеньевым комсомольско-молодёжного полеводческого звена.
В 1963 году звено под его руководством собрало в среднем с каждого гектара по 188,3 центнера картофеля с площади 80 гектаров, в 1964 году — по 230 центнеров, в 1965 году — по 302 центнера с площади 101 гектара. В 1965 году звено Мусрепбека Бектаева сдало 30,5 тысячи центнеров картофеля вместо запланированных 14,1 тысячи центнеров. Указом Президиума Верховного Совета СССР от 30 апреля 1966 года удостоен звания Героя Социалистического Труда за «успехи, достигнутые в увеличении производства и заготовок овощей и картофеля» с вручением ордена Ленина и золотой медали «Серп и Молот» (№ 14261).
Участвовал в работе Всесоюзной выставки ВДНХ.
Дальнейшая судьба не известна.